# Skandia (försäkringsbolag)
Livförsäkringsbolaget Skandia är ett svenskt pensionsbolag och ägs sedan årsskiftet 2013/14 av försäkringstagarna i Livförsäkringsbolaget Skandia ömsesidigt.

## Historik
Pensionsbolaget Skandia bildades 1855. Skandia var det första försäkringsbolaget i Sverige som erbjöd både brandförsäkring och livförsäkring. Med dessa båda försäkringsformer riktade Skandia in sig på näringslivet inom det industrisamhälle som började växa fram i Sverige.
Skandia var vid bildandet det första försäkringsbolaget som tillämpade den relativt nya bolagsformen aktiebolag. Genom den nya bolagsformen kunde Skandia sprida riskerna och försäkra större objekt, som fabriker. När Stockholmsbörsen öppnade 1863 var Skandiaaktien en av de aktier man handlade med den allra första dagen.

### De stora stadsbränderna
Under en enda dag i juni 1888 drabbades flera stora svenska städer av förödande bränder. Bland annat Umeå och Sundsvall. För Skandia och andra brandförsäkringsbolag innebar skadeersättningarna stora förluster. För enbart Skandia blev förlusten 685 000 kronor.
Bränderna fick emellertid stor betydelse för utvecklingen av brandförsvaret. Genom Svenska Tarifföreningen, där försäkringsbolagen samarbetade om tariffer och premievillkor, bidrog Skandia till moderniseringsarbetet. Föreningen begärde till exempel att staten skulle ändra städernas byggnads- och brandordningar.

### Skandias produkter
Skandias första produkter var brand- och livförsäkring. Skandia var det första svenska bolaget som erbjöd livförsäkring. Tidigare hade svenskar fått vända sig till utländska bolag om de ville teckna en livförsäkring.
Allt eftersom välståndet i Sverige ökade, ökade också efterfrågan på andra typer av försäkringar. I början av 1900-talet började försäkringsbolagen, och Skandia, att erbjuda det som idag kallas för sakförsäkringar. Skandias första försäkring inom det här området var inbrottsförsäkringen, som introducerades 1908. Andra sakförsäkringar var olycksfalls- och sjukförsäkring. Och så småningom bilförsäkring. År 1943 slog Skandia ihop många av sina försäkringar för privatpersoner till en hemförsäkring.
I början av 1920-talet introducerades föregångaren till pensionsförsäkringen. När ATP-systemet debatterades i slutet av 1950-talet var många privata försäkringsbolag, däribland Skandia, motståndare till det. Dels var man kritisk till ett statligt obligatorium, dels ogillade man ATP-reformens fördelningssystem. När ATP infördes 1960 sjönk premievolymerna under några år. Men pensionsdebatten hade väckt intresset för försäkringsfrågor samtidigt som allt fler fick högre inkomster och högre levnadsstandard. År 1962 hade nivåerna återhämtat sig.
När Skandia-koncernen bildades i början av 1960-talet, blev bolaget på grund av alla fusioner en aktör även inom sjöförsäkring.
År 1990 fick Skandia tillstånd av regeringen att bedriva verksamhet med så kallade unit link-produkter. Begreppet unit link innebar ett försäkringssparande i aktie- och räntefonder, där kunden själv bestämde i vilka fonder pengarna skulle placeras. På 1990-talet expanderade denna sparform starkt hos Skandia. På tio år gick sparförsäkringarna om sakförsäkringarna i premieintäkt.

### Förebyggande åtgärder
Skandia arbetade tidigt med att försöka förutse och förebygga problem innan de uppstod. Under 1800-talets senare hälft var bland annat de stora stadsbränderna en av samhällets stora utmaningar. Dessa kostade enormt mycket i både mänskligt lidande och pengar. Skandia arbetade förebyggande bland annat genom att anställa brandingenjörer och bidra till mer brandsäkra fastigheter för att minska problemet och riskerna.
När bilen slog igenom blev trafikolyckorna fler och allvarligare. Då stöttade Skandia forskning kring trafiksäkerhet och startade trafikskolor och utbildningar som skulle göra kunderna till bättre bilförare.
Skandia har genom åren drivit många informationskampanjer i förebyggande syfte, till exempel ”Front mot tjuven” på 1940- och 1950-talet. Under nära 40 års tid gav man ut skriftserien Vår hälsa, med syftet att förebygga ohälsa.

### Den stora försäkringsfusionen[13]
Efter andra världskriget fanns cirka 1 300 svenska försäkringsbolag, varav de flesta lokala. Bolagen behövde skapa större enheter för att bli mer lönsamma. Många bolag slogs samman till koncerner.
Under 1958 inleddes fusionsförhandlingar mellan de fyra försäkringskoncernerna Svea, Skandia, Skåne och Thule. Svea, Skandia och Skåne fusionerades år 1960 och bildade S-bolagen. Ett år senare utvidgades S-bolagen med Öresundsgruppen. Thule värnade om sin egenart och ville inte vara med om en sammanslagning.
Mellan 1958 och 1962 gick det allt sämre för Thule. Under 1962 gjordes flera försök för att rädda bolaget. Försöken misslyckades och lösningen blev en sammanslagning med S-bolagen.

### Skandia startar bank[14]
När Skandia öppnade Skandiabanken den 3 oktober 1994 var det Sveriges första renodlade telefonbank. Via ett 020-nummer kunde banken nås från klockan sex på morgonen till midnatt varje dag. År 1996 tillkom Skandiabankens internetbank. Många banktjänster blev nu tillgängliga via datorn.
Skandiabanken etablerades år 2000 i Norge och året därpå i Danmark. Så småningom etablerades banken också i England och Luxemburg. Sedan mitten på 2000-talet har verksamheten koncentrerats till enbart Sverige och Norge. Norska Skandiabanken knoppades av som separat bolag den 5 oktober 2015, och börsnoterades på Oslobörsen den 2 november samma år.
Skandiabanken har fått flera utmärkelser, till exempel har banken valts av tidskriften Privata affärer till Sveriges bästa bank tre år i rad, 1998–2000.  I takt med den tekniska utvecklingen har också Skandiabanken utvecklats. År 2012 utsågs Skandiabankens mobila app till bästa mobilbanken i Sverige av tidningen Mobil.

### Sakförsäkringen knoppas av och säljs[6]
Efter 1996 koncentrerade Skandia sig på att bli ett globalt sparbolag. Därför knoppades sakförsäkringsverksamheten av 1999 i ett separat bolag, If. Detta bolag samägdes med norska Storebrand. Fem år senare köptes If av den finska finanskoncernen Sampo.

### Skandiaaffären

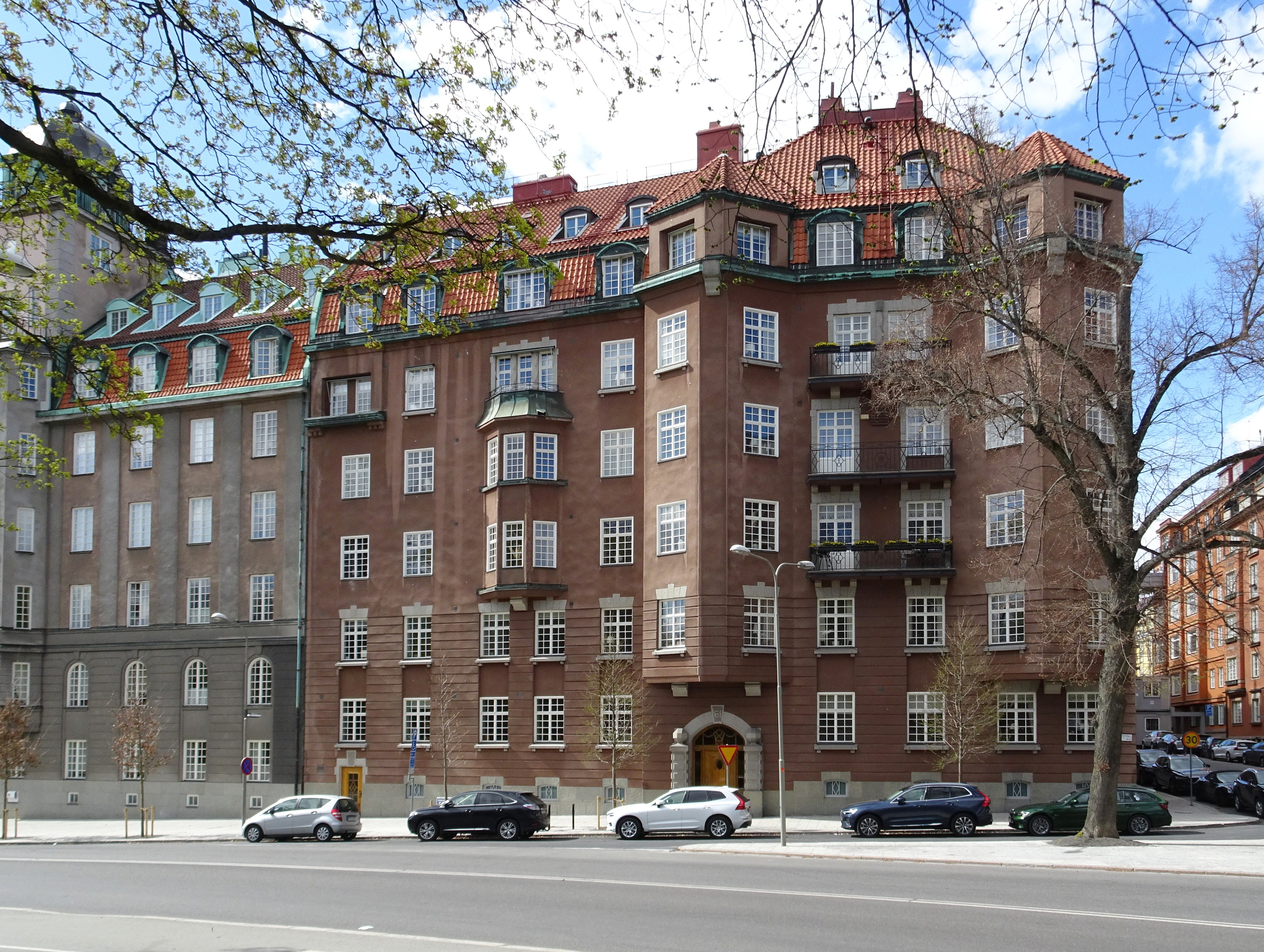
Gardisten 3, Strandvägen 61, där Ola Ramstedt lät renovera sin lägenhet för bolagets pengar.

I slutet av 1900-talet och början av 2000-talet inträffade ett antal händelser som kom att benämnas Skandia-affärerna. Dessa händelser fick långtgående konsekvenser för ett flertal personer i ledande befattning på Skandia. Skandias varumärke påverkades också mycket negativt av affärerna.
Skandias styrelseordförande under 2003, Bengt Braun, avgick i december samma år. Förre vd:n Lars-Eric Petersson, finansdirektören Ulf Spång och Skandia Livs vd (tidigare personalchef på Skandia) Ola Ramstedt avskedades formellt. Den tidigare styrelseordföranden Lars Ramqvist fick offentligt deklarera sitt moraliska ansvar.
Alla affärerna fick också rättsliga efterspel. Bland annat åtalades Lars-Eric Petersson och Ola Ramstedt för trolöshet mot huvudman. Enbart Ola Ramstedt fälldes.

#### Bonusprogrammen
I slutet av 1990-talet införde Skandia två incitamentsprogram för ledande befattningshavare: Sharetracker och Wealthbuilder. Utfallet i de båda programmen blev betydligt högre än vad styrelsen inledningsvis haft för avsikt. Skandia fick betala ut över 2 miljarder kronor inom dessa två bonusprogram. Både Skandias vd och finansdirektör fick också mycket förmånliga pensionsvillkor, genom avtal som inte presenterats för styrelsen.
Vid Skandias ordinarie bolagsstämma i april 2004 beviljades inte den styrelse och den vd som tjänstgjorde under tiden 1 januari till och med 15 april 2003 ansvarsfrihet. Enligt en utredning som tillsattes fanns det anledning att framställa skadeståndskrav mot flera personer. Tvisten med den förre styrelseordföranden Lars Ramqvist löstes via en förlikning.
I oktober 2004 nådde Skandia en uppgörelse med finansdirektören. Samtidigt pågick en skiljedomsprocess mot den tidigare vd:n Lars-Eric Petersson. Åklagaren Christer van der Kwast hade dessutom väckt åtal mot Petersson.
I december 2006 meddelades skiljedomen mellan Skandia och Petersson, där Skandias talan ogillades. I maj samma år hade Stockholms tingsrätt dömt Petersson till två års fängelse för grov trolöshet mot huvudman. Petersson frikändes emellertid i hovrätten 2007.

#### Försäljningen av kapitalförvaltningen[18]
I januari 2002 sålde Skandia sitt kapitalförvaltningsbolag, Skandia Asset Management (SAM), för 3,2 miljarder kronor till Den norske Bank. Reavinsten uppgick till 2 miljarder kronor. Många livssparare blev upprörda, eftersom de menade att vinsten även borde komma livbolaget till del. I mars 2003 tillsatte Skandia Liv en oberoende utredningsgrupp som skulle klarlägga transaktionerna mellan Skandia Liv och moderbolaget Skandia.
Ett år senare inledde Skandia Livs ett skiljedomsförfarande gentemot Skandia. Skandia Liv begärde 2,3 miljarder kronor jämte ränta i ersättning av Skandia för otillåten vinstutdelning. I oktober 2008 kom skiljenämnden med sin dom. Affären utgjorde olovlig vinstutdelning från Skandia Liv. Nämnden tilldömde Skandia Liv 580 miljoner kronor jämte ränta, som moderbolaget Skandia skulle betala. Skandia Liv skulle även under resterande avtalsperiod kompenseras för den för höga avgiftsnivån.

#### Fastighetsaffärerna[19]
I oktober 2003 uppdagades flera oegentligheter som berörde Skandia Livs fastigheter. Flera ledande befattningshavare på Skandia hade fått hyra attraktiva bostadslägenheter, och dessa hade i vissa fall överrenoverats. Detta innebar att fastighetsägaren och Skandias dotterbolag, Skandia Liv, fick bära kostnader som bolaget inte fick täckning för i hyressättningen. Sammanlagt hade överrenoveringar i lägenheterna utförts för drygt 17 miljoner kronor.
För att täcka kostnaderna skickade Skandia Liv en faktura motsvarande kostnaderna för överrenoveringarna till Skandia. Skandias personalchef Ola Ramstedt gav fastighetsbolaget order om vad som skulle stå på fakturan, och attesterade sedan själv också samma faktura. På fakturan angavs att den avsåg den pågående ombyggnaden av Skandias kontorsfastighet på Sveavägen, inte lägenhetsrenoveringar.
Ramstedt, som nu var vd för Skandia Liv, och finansdirektör Ulf Spång stängdes omedelbart av från Skandias arbetsplatser. Informationen kring renoveringarna överlämnades till åklagarmyndigheten. Ola Ramstedt dömdes 2007 till 18 månaders fängelse för trolöshet mot huvudman.

## Försäljning och återköp av Skandia[20]
I september 2005 lade Old Mutual ett offentligt bud på samtliga aktier i Skandia. Budet uppfattades som fientligt och styrelsen avrådde aktieägarna från att acceptera det. Styrelsens ordförande, Bernt Magnusson, förordade däremot budet och avgick som en konsekvens av denna meningsskiljaktighet.
Förvärvet genomfördes under våren 2006 och Skandia avnoterades från Stockholmsbörsen den 5 juni 2006.
Ledningen för Skandia Liv, dotterbolag till Skandia, beslutade sig 2011 för att försöka bryta loss Skandia från Old Mutual-koncernen. För detta ändamål bildades Thule-stiftelsen, som köpte aktierna i Skandia Liv från Old Mutual för 600 000 kronor, varigenom Skandia Liv friköptes ur denna koncern. Därefter köpte Skandia Liv  Skandia AB och dess nordiska verksamhet för 22,5 miljarder kronor i mars 2012. Ombildningen till den nya, ömsesidiga, Skandia-koncernen slutfördes 2014.

## Chefer
- 1855–1858 Carl Gustaf von Koch
- 1858–1861 C D Jederholm
- 1861–1869 Wilhelm Dufwa
- 1869–1886 Elis Fischer
- 1887–1897 Gustaf Lagerbring
- 1897–1920 Karl Herlitz
- 1920–1930 Oscar Kinnander
- 1930–1944 Pär Ulmgren
- 1944–1955 Iwar Sjögren
- 1955–1961 Bengt Petri
- 1961–1969 Pehr Gyllenhammar
- 1970  Pehr G Gyllenhammar
- 1971–1981 Arne Lundeborg
- 1981–1996 Björn Wolrath
- 1997–2003 Lars-Eric Petersson
- 2003 Leif Victorin
- 2004–2006 Hans-Erik Andersson
- 2006–2008 Julian Roberts
- 2008–2010 Bertil Hult
- 2010–2012 Mårten Andersson
- 2012–2015 Bengt-Åke Fagerman
- 2015– Frans Lindelöw

## Företag inom Skandiakoncernen[21]
- Livförsäkringsbolaget Skandia ömsesidigt, sedan årsskiftet 2013/14 moderbolag i Skandia-koncernen
- Skandiabanken Aktiebolag (publ), bank
- Försäkringsaktiebolaget Skandia (publ), fondförsäkringsbolag, inklusive sjuk- och privatvårdsverksamhet
- Skandia Fonder AB, fondbolag.
- Skandia Investment Management AB, kapitalförvaltningsbolag
- Skandia Fastigheter AB, fastighetsbolag